# Dalibor Ilić
Dalibor Ilić (in serbo Далибор Илић?; Višegrad, 4 marzo 2000) è un cestista bosniaco con cittadinanza serba.

## Palmarès

### Squadra
- Campionato bosniaco: 2

Igokea: 2016-2017, 2019-2020
- Campionato serbo: 2

Stella Rossa: 2022-2023, 2023-2024
- Coppa di Bosnia ed Erzegovina: 4

Igokea: 2017, 2018, 2019, 2021
- Coppa di Serbia: 3

Stella Rossa: 2023, 2024, 2025
- Lega Adriatica: 1

Stella Rossa: 2023-2024

### Individuale
- Quintetto ideale della Juniorska ABA Liga: 2

Igokea: 2017-18, 2018-19